# (144296) Steviewonder
(144296) Steviewonder est un astéroïde de la ceinture principale d'astéroïdes.

## Description
(144296) Steviewonder est un astéroïde de la ceinture principale d'astéroïdes. Il fut découvert par William Kwong Yu Yeung le 16 février 2004 à l'observatoire de Desert Eagle. Il présente une orbite caractérisée par un demi-grand axe de 2,4 UA, une excentricité de 0,149 et une inclinaison de 6,54° par rapport à l'écliptique.
Il fut nommé en l'honneur du pianiste, chanteur et musicien américain Stevie Wonder.

## Compléments